# Макеєнок Іван Андрійович
Іван Андрійович Макеєнок (15 липня 1914, с. Городиловичі, нині Верхньодвінський район, Вітебська область — 28 березня 1944, Миколаїв) — Герой Радянського Союзу.

## Біографія
Білорус. З 1936 року в Червоній Армії. З 1941 року на Чорноморському флоті. Учасник оборони Севастополя, звільнення Маріуполя, Новоросійська, Бердянська. За відмінне виконання бойових завдань під час звільнення Маріуполя у вересні 1943 був нагороджений медаллю «За бойові заслуги».
Старшина 2-ї статті Макеєнок у ніч на 26.03.1944 року в числі десантного загону під командуванням старшого лейтенанта К. Ф. Ольшанського був висаджений у тил ворога в порт міста Миколаїв. Два дні до підходу радянських військ загін вів бій, відбив 18 атак ворога. І. А. Макеєнок загинув у цьому бою 28.03.1944 року.
Нагороджений орденом Леніна.
Звання Героя Радянського Союзу присвоєно 20.04.1945 року посмертно.
Похований у братській могилі в Миколаєві. Його ім'я має одна з вулиць міста Миколаєва.